# Knut Broberg
Knut August Broberg, född 29 november 1895 i Västerås, död 19 januari 1986 i Oscars församling i Stockholm, var en svensk kompositör. 
Knut Broberg är begravd på Skogskyrkogården i Stockholm.

## Filmografi roller
- 1930 – Kronans kavaljerer

## Verkförteckning (urval)

### Orkestermusik

#### Blåsorkester
- Älvsnabben, marsch